# Best - I primi grandi successi
Best - I primi grandi successi è la seconda raccolta del gruppo musicale italiano Modà, pubblicata il 27 maggio 2014 dalla Sony Music.

## Tracce
1. Ti amo veramente
2. Volevo dirti
3. Quello che non ti ho detto
4. Mia
5. Riesci a innamorarmi
6. Ti sento parte di me
7. Sarò sincero
8. Mentre sogni
9. Dimmi che non hai paura
10. Sogno nel cassetto
11. Addormentati con me
12. Ma quale domani
13. Tra le tue mani
14. Scusa amore
15. Regina delle stelle
16. Grazie gente
17. Ma tu non passi mai
18. Aria
19. Oltre un semplice sguardo
20. Ti amo veramente (versione acustica)

## Classifiche
| Classifica (2014) | Posizione massima |
| ----------------- | ----------------- |
| Italia            | 26                |

### Classifiche di fine anno
| Classifica (2014) | Posizione |
| ----------------- | --------- |
| Italia            | 100       |